# Cikakak (Banjarharjo)
Cikakak is een bestuurslaag in het regentschap Brebes van de provincie Midden-Java, Indonesië. Cikakak telt 7829 inwoners (volkstelling 2010).